# Pachyphytum brevifolium
Pachyphytum brevifolium är en fetbladsväxtart som beskrevs av Joseph Nelson Rose. Pachyphytum brevifolium ingår i släktet Pachyphytum och familjen fetbladsväxter. Inga underarter finns listade i Catalogue of Life.